# Férias escolares

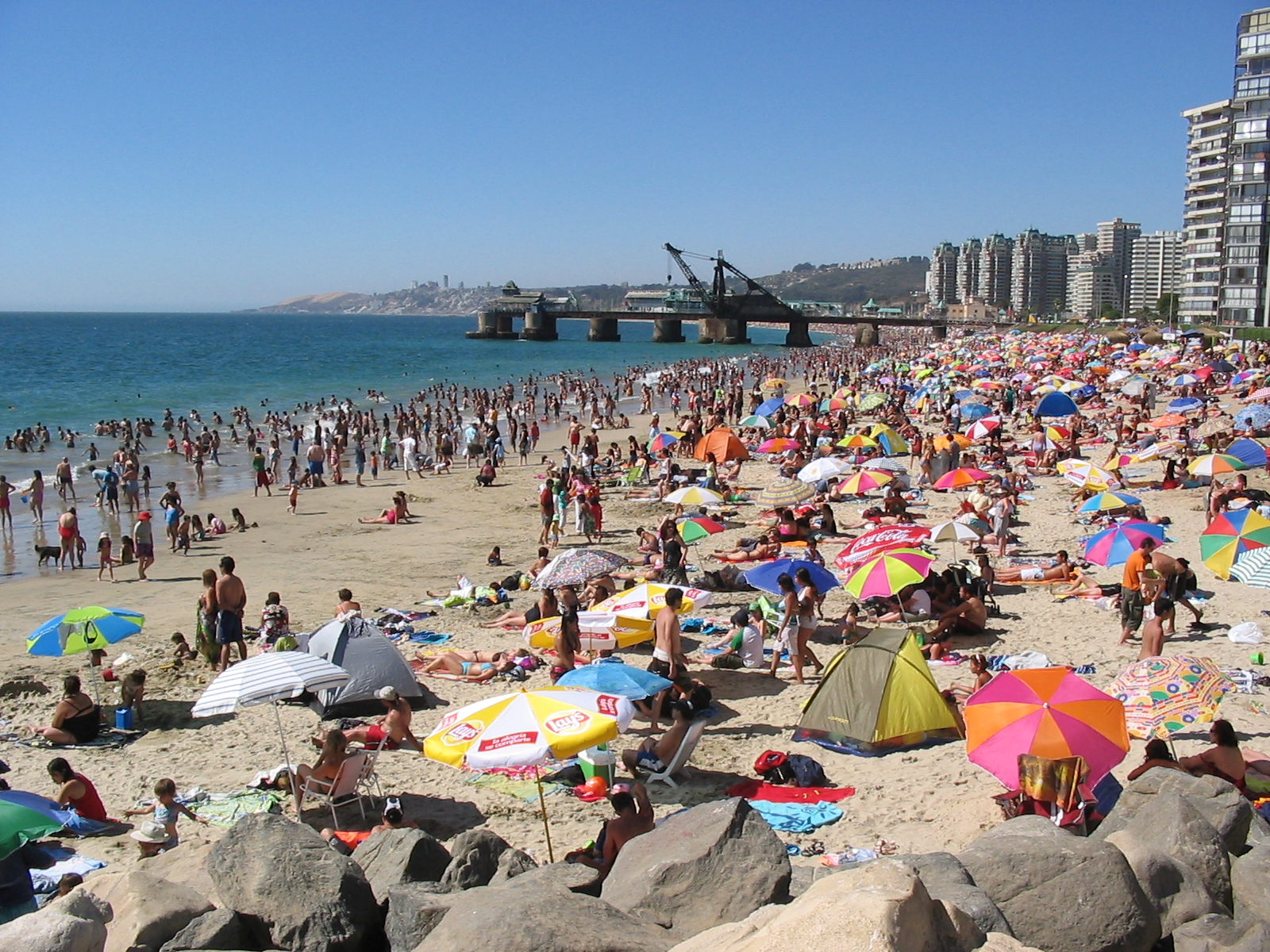
Praia em Viña del Mar, no Chile: muitas pessoas têm o costume de passar as férias em regiões de praia

As férias escolares são um período de descanso periódico de aulas, maior que um fim de semana. O período de férias varia de acordo com a legislação de cada país.

## Brasil
As férias escolares geralmente variam entre 60 e 120 dias, não consecutivos. No Brasil, consideram-se como meses de férias escolares: janeiro, julho e dezembro. Algumas escolas e universidades também consideram parte de fevereiro como período de férias.
Para os estudantes da rede pública de ensino, o período de férias é de duas semanas em julho, duas semanas em dezembro e todo o mês de janeiro. Contudo, o calendário escolar pode sofrer mudanças devido a alguns contratempos, como quando ocorreu a Copa do Mundo de 2014, fazendo com que as aulas em rede pública e particular se iniciassem em janeiro, ficando sem aula durante toda a Copa; com os Jogos Olímpicos em 2016, quando as férias de julho foram transferidas para agosto, principalmente na cidade-sede; e com a quarentena da pandemia Covid-19, em 2020, que fez muitas escolas anteciparem as férias para os meses de abril e maio, dependendo do início do isolamento social.  

## Portugal
Em Portugal, as férias são divididas da seguinte forma: férias do Natal, que começam na 2ª quinzena de dezembro e duram 15 dias até 2 de janeiro; em fevereiro ou março, há 3 ou 4 dias de miniférias de Carnaval; seguem-se os 15 dias de férias da Páscoa (em março ou abril, dependendo do ano); e, por fim, as férias de verão ou "férias grandes", que começam em junho, com a semana de início, dependendo da decisão da escola, estendendo-se por julho e agosto; e terminando na primeira quinzena de setembro.